# Yang Ji-in
Yang Ji-in (kor. 양지인; * 20. Mai 2003 in Namwon) ist eine südkoreanische Sportschützin.

## Erfolge
Yang Ji-in sicherte sich 2022 bei den Junioren-Weltmeisterschaften in Kairo in der Mannschaftskonkurrenz mit der Luftpistole die Bronze- und mit der Sportpistole die Silbermedaille. Bei den Erwachsenen gewann sie bei den 2023 ausgetragenen Asienspielen 2022 in Hangzhou zwei Bronzemedaillen. Mit der Sportpistole belegte sie sowohl in der Einzel- als auch in der Mannschaftskonkurrenz den dritten Platz. Mit der Sportpistole gewann sie ein Jahr darauf den Weltcup in Baku und die Asienmeisterschaften in Jakarta.
Bei den Olympischen Spielen 2024 in Paris belegte sie mit der Sportpistole in der Qualifikation mit 586 Punkten den sechsten Platz und zog ins Finale der acht besten Schützinnen ein. In diesem übernahm sie bereits nach der zweiten Schussfolge die Führung und gab diese bis zum Ende des Wettkampfes nicht mehr ab. Nach zehn Schussfolgen hatte sie ebenso 36 Treffer erzielt wie die Französin Camille Jedrzejewski, sodass es zu einem Shoot-off um den Olympiasieg kam. Yang traf vier von fünf Zielen, während Jedrzejewski nur ein Treffer gelang, womit sich Yang die Goldmedaille sicherte. Hinter Jedrzejewski erhielt Veronika Major aus Ungarn als Drittplatzierte Bronze.